# Dudley Hardy
Dudley Hardy (* 15. Januar 1867 in Sheffield, England; † 11. August 1922 in London) war ein britischer Maler und Illustrator. Kunstgeschichtliche Bedeutung erlangte er vor allem durch Plakate, die er seit den 1890er Jahren entwarf und die vom Art nouveau in die Klassische Moderne überleiten.

## Leben

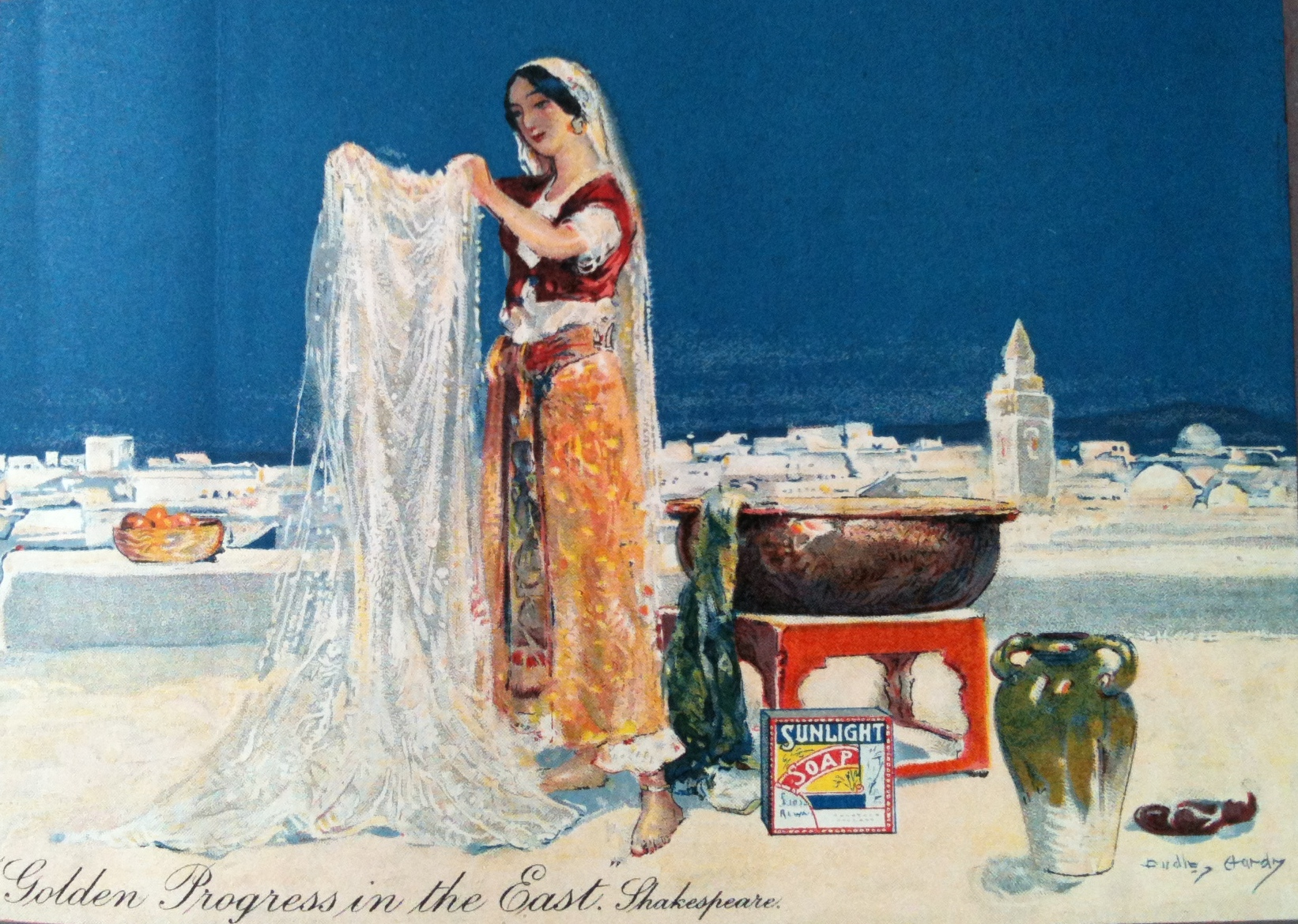
Werbeplakat für Sunlight Soap, 1909

Hardy war der älteste Sohn des englischen Marinemalers Thomas Bush Hardy (1842–1897), unter dessen Anleitung er in London seinen ersten künstlerischen Unterricht empfing. Bereits in jungen Jahren schickte ihn sein Vater zur weiteren Ausbildung nach Düsseldorf. Von 1880 bis 1882 besuchte er Elementarklassen der Kunstakademie Düsseldorf. Dort waren Hugo Crola und Heinrich Lauenstein seine Lehrer. Zwei weitere Jahre studierte er in Paris unter Raphaël Collin sowie an der Kunstakademie Antwerpen unter Charles Verlat. Dann kehrte er nach London zurück, wo er sich als Maler niederließ und ab 1886 für Londoner Zeitungen und Zeitschriften arbeitete.

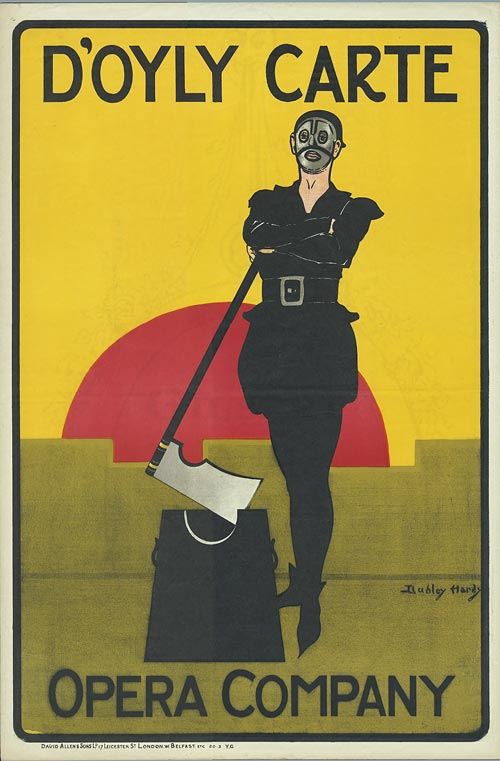
The Yeomen of the Guard, Plakat für eine Aufführung der D’Oyly Carte Opera Company am Savoy Theatre, 1897

1885 begann er, an Ausstellungen der Royal Academy of Arts teilzunehmen. Sein 1889 geschaffenes Genrebild Sans Asile, das Obdachlose am Trafalgar Square zeigt, präsentierte er im Salon de Paris, außerdem 1893 in einer Ausstellung der Royal Society of British Artists, der er 1889 beigetreten war. Das 1889 entstandene Genrebild Dock Strike, das den Londoner Hafenstreik von 1889 schildert, profilierte ihn ebenfalls als einen an sozialen Fragen interessierten Künstler. Als Porträtmaler schuf er Bildnisse der Schauspielerin Sarah Bernhardt. Als Landschaftsmaler interessierten ihn der Mittlere Osten, Nordafrika und die Bretagne. Für Londoner Zeitungen illustrierte Hardy Kriegsszenen des Mahdi-Aufstands, ohne dass er selbst vor Ort gewesen war. Unter dem Einfluss der französischen Plakatkunst, etwa von Jules Chéret und Adolphe Willette, schuf er in den 1890er Jahren eine Reihe von Plakaten für das Gaiety Theatre im Londoner West End, danach weitere Plakate für die D’Oyly Carte Opera Company und das Savoy Theatre. Auch Werbeplakate für Konsumprodukte gestaltete er. Weil er Buchstaben, Figuren und Gegenstände zu einer Flächengrafik vereinfachte, gilt er als ein Vorbereiter moderner Werbegrafik und visueller Kommunikation. Um 1900 zeichnete er eine Reihe von komischen Postkartenmotiven. 1897 wurde er Mitglied des Royal Institute of Painters in Water-Colour. Zusammen mit seinem Freund George Charles Haité (1855–1924) und weiteren Künstlern gründete er am 1. April 1898 den London Sketch Club. Diesem Verein diente er 1902/1903 als Vorsitzender.